# Giuseppina Pastori
Giuseppina Pastori, all'anagrafe Giuseppa (Milano, 12 ottobre 1891 – Milano, 13 luglio 1983), è stata una biologa e fisica italiana, allieva di Camillo Golgi.

## Biografia
Sorella maggiore della matematica e fisica Maria Pastori, è stata professoressa di biologia all'Università Cattolica del Sacro Cuore dal 1930.

## Opere
- Comunicazione preventiva su di un nuovo metodo per lo studio dei suoni della voce, in Bollettino della Società italiana di biologia sperimentale, 1931, 6, pp. 1–2
- Elektrische Analyse der Sprache, II,Untersuchungen über die Gestaltung der Wörter und Phrasen, in Psychologische Forschung, 1933, vol. 18, pp. 191–217. *Quelques recherches sur la nature des voyelles, in Revue d'acoustique, II (1933), pp. 169–188.
- La durata minima delle vocali sufficiente alla loro percezione, in Archivio di fisiologia, 1934, vol. 33, pp. 440–452.
- Ricerche elettroacustiche sopra il timbro di voce nel linguaggio parlato, in Reale Accademia d'Italia, Memorie della classe di scienze fisiche, matematiche e naturali, 1934, vol. 6, pp. 66–117.
- Giuseppina Pastori: L'analisi elettroacustica del linguaggio (Milano 1934).
- Pastori G., [Neoformation of organules and oxidation-reduction processes in Vorticella nebulifera Ehr], in Boll. Soc. Ital. Biol. Sper., vol. 27, n. 1-2, 1951,  pp. 26-7, PMID 14848267.
- Pastori G., Savio L., [Experimental investigations on the bacterial species Serratia marcescens. III. Investigations on the pathogenic power in laboratory animals], in Boll. Soc. Ital. Biol. Sper., vol. 27, n. 9-10-11, 1951,  pp. 1507-8, PMID 14904792.
- Pastori G., [Histologic work in the framework of medicobiologic education in his youth (P. Gemelli)], in Arch Psicol Neurol Psichiatr, vol. 20, 1959,  pp. 516-20, PMID 14430776.